# Списак носилаца заставе Азербејџана на олимпијским играма
Ово је списак носилаца заставе Азербејџане на олимпијским играма.
Носиоци заставе носе националну заставу своје земље на церемонији отварања олимпијских игара.
| #  | Година                       | Носилац             | Спорт                      |
| -- | ---------------------------- | ------------------- | -------------------------- |
| 14 | 2022. Пекинг (зимске)        | Владимир Литвинтсев | Уметничко клизање          |
| 13 | 2020. Токио (летње)          | Фарида Азизова      | Теквондо                   |
| 13 | 2020. Токио (летње)          | Рустам Оруџов       | Џудо                       |
| 12 | 2018. Пјонгчанг (зимске)     | Патрик Брахнер      | Алпско скијање             |
| 11 | 2016. Рио де Женеиро (летње) | Тејмур Маммадов     | Бокс                       |
| 10 | 2014. Сочи (зимске)          | Рахман Халилов      | Званични делегат           |
| 9  | 2012. Лондон (летње)         | Елнур Маммадли      | Џудо                       |
| 8  | 2010. Ванкувер (зимске)      | Фуад Гулијев        | Званични делегат           |
| 7  | 2008. Пекинг (летње)         | Фарид Мансуров      | Рвање грчко-римским стилом |
| 6  | 2006. Торино (зимске)        | Игор Луканин        | Плес на леду               |
| 5  | 2004. Атина (летње)          | Низами Пашајев      | Дизање тегова              |
| 4  | 2002. Сот Лејк Сити (зимске) | Сергеј Рилов        | Уметничко клизање          |
| 3  | 2000. Сиднеј (летње)         | Намиг Абдуллајев    | Рвање слободним стилом     |
| 2  | 1998. Нагано (зимске)        | Јулија Воробјева    | Уметничко клизање          |
| 1  | 1996. Атланта (летње)        | Назим Хусејнов      | Џудо                       |